# Diocesi di Quilon

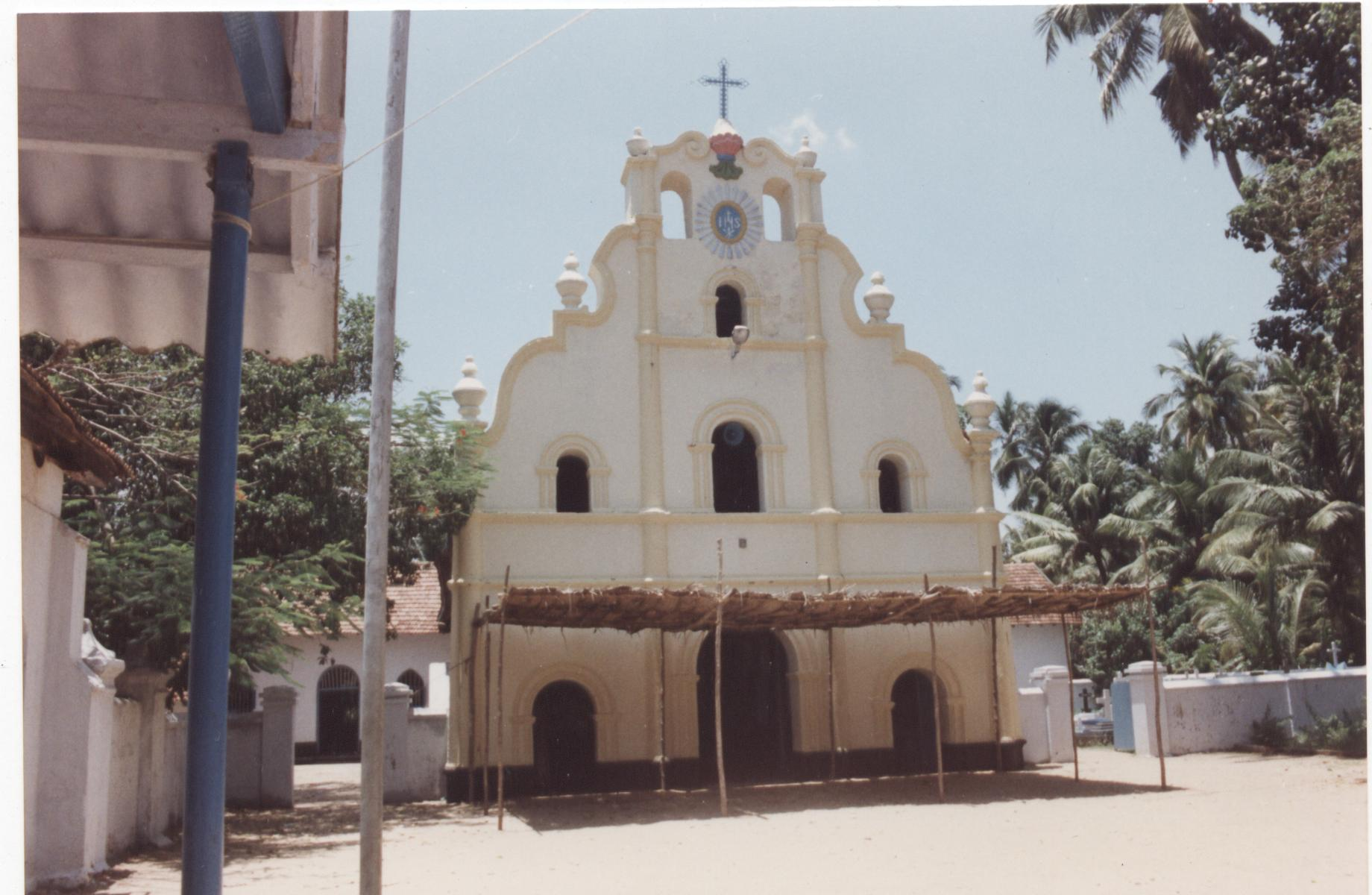
L'antica cattedrale barocca, demolita nel 2006

La diocesi di Quilon (in latino Dioecesis Quilonensis) è una sede della Chiesa cattolica in India suffraganea dell'arcidiocesi di Trivandrum. Nel 2022 contava 239.400 battezzati su 2.635.375 abitanti. È retta dal vescovo Paul Antony Mullassery.

## Territorio
La diocesi comprende la maggior parte del distretto di Kollam, il taluk di Karthikapally e parte dei taluks di Mavelikara e Chengannur nel distretto di Alappuzha, nello stato indiano del Kerala.
Sede vescovile è la città di Tangasseri, dove si trova la cattedrale del Bambin Gesù, inaugurata il 3 dicembre 2005 dal cardinale Telesphore Placidus Toppo.
Il territorio è suddiviso in 74 parrocchie.

## Storia
La diocesi di Quilon è la più antica diocesi cattolica dell'India. Fu eretta per la prima volta da papa Giovanni XXII il 9 agosto 1329 con la bolla Romanus pontifex, suffraganea dell'arcidiocesi di Soltania in Persia. Con il successivo breve del 21 agosto nominò primo vescovo il domenicano francese Giordano di Séverac, che già operava nel sud dell'India come missionario fra i Nestoriani dal 1323; questi edificò una chiesa, dedicata a San Giorgio. Questo primo tentativo ebbe vita breve, perché non si conoscono altri vescovi per questa sede. Nel 1346 nel suo viaggio di ritorno dalla Cina, il francescano Giovanni de' Marignolli approdò a Quilon, accolto dalla comunità cattolica, e celebrò nella chiesa fondata da Jourdain.
Il vicariato apostolico di Quilon fu eretto il 15 marzo 1853 con il breve Ex debito di papa Pio IX, ricavandone il territorio dal vicariato di Verapoly (oggi arcidiocesi). Questa decisione ufficializzò una divisione de facto del vicariato di Verapoly, già operativa fin dal 1845.
Il 1º settembre 1886 il vicariato apostolico è stato elevato a diocesi con la bolla Humanae salutis di papa Leone XIII. Il 7 giugno dell'anno successivo, con il breve Post initam, fu istituita la provincia ecclesiastica di Verapoly, di cui Quilon fu la sola suffraganea.
Successivamente ha ceduto a più riprese porzioni del suo territorio a vantaggio dell'erezione di nuove diocesi e precisamente: la diocesi di Kottar il 26 maggio 1930; la diocesi di Trivandrum (oggi arcidiocesi) il 1º luglio 1937; la diocesi di Punalur il 21 dicembre 1985.
Il 29 aprile 1955 ha ceduto la giurisdizione sui fedeli di rito siriaco orientale residenti nel proprio territorio all'eparchia di Changanacherry (oggi arcieparchia).
Il 3 giugno 2004 è entrata a far parte della provincia ecclesiastica di Trivandrum.

## Cronotassi dei vescovi
Si omettono i periodi di sede vacante non superiori ai 2 anni o non storicamente accertati.
- Giuseppe (Bernardino di Santa Teresa) Baccinelli, O.C.D. † (26 gennaio 1847 - 15 marzo 1853) (provicario apostolico)
- Filippo (Bernardino di Sant'Agnese) Pontanova, O.C.D. † (15 marzo 1853, ma 13 marzo 1853 deceduto) (vescovo eletto postumo)

- Emanuele (Carlo Giacinto di Sant'Elia) Valerga, O.C.D. † (31 maggio 1854 - 24 dicembre 1864 deceduto)
- Maria Efrem Garrelon, O.C.D. † (24 luglio 1868[7] - 3 giugno 1870 nominato vicario apostolico di Mangalore)
- Ildefonso di San Giovanni Battista Borgna, O.C.D. † (24 maggio 1871 - 1883 dimesso[8])
- Giovanni Battista (Ferdinando di Santa Maria) Ossi, O.C.D. † (3 aprile 1883 - 18 agosto 1905 deceduto)
- Alberich Ludwig Benziger, O.C.D. † (18 agosto 1905 succeduto - 23 luglio 1931 dimesso[9])
  - Sede vacante (1931-1936)
- Vincent Victor Dereere, O.C.D. † (10 febbraio 1936 - 1º luglio 1937 nominato vescovo di Trivandrum)
- Jerome M. Fernandez † (25 settembre 1937 - 30 gennaio 1978 ritirato)
- Joseph Gabriel Fernandez † (30 gennaio 1978 - 16 ottobre 2001 ritirato)
- Stanley Roman (16 ottobre 2001 - 18 aprile 2018 ritirato)
- Paul Antony Mullassery, dal 18 aprile 2018

## Statistiche
La diocesi nel 2022 su una popolazione di 2.635.375 persone contava 239.400 battezzati, corrispondenti al 9,1% del totale.
| anno | popolazione | popolazione | popolazione | presbiteri | presbiteri | presbiteri | presbiteri                | diaconi | religiosi | religiosi | parrocchie |
| anno | battezzati  | totale      | %           | numero     | secolari   | regolari   | battezzati per presbitero | diaconi | uomini    | donne     | parrocchie |
| ---- | ----------- | ----------- | ----------- | ---------- | ---------- | ---------- | ------------------------- | ------- | --------- | --------- | ---------- |
| 1950 | 95.981      | 1.805.425   | 5,3         | 84         | 66         | 18         | 1.142                     |         | 31        | 113       | 52         |
| 1969 | 134.002     | 2.588.500   | 5,2         | 101        | 92         | 9          | 1.326                     |         | 22        | 462       | 66         |
| 1980 | 193.019     | 4.002.102   | 4,8         | 102        | 83         | 19         | 1.892                     |         | 26        | 712       | 48         |
| 1990 | 194.104     | 3.746.000   | 5,2         | 93         | 72         | 21         | 2.087                     |         | 29        | 807       | 60         |
| 1999 | 205.748     | 4.553.459   | 4,5         | 96         | 68         | 28         | 2.143                     |         | 66        | 595       | 60         |
| 2000 | 208.188     | 4.621.746   | 4,5         | 95         | 66         | 29         | 2.191                     |         | 51        | 606       | 69         |
| 2001 | 277.869     | 4.462.777   | 6,2         | 95         | 68         | 27         | 2.924                     |         | 65        | 604       | 69         |
| 2002 | 212.352     | 4.714.181   | 4,5         | 94         | 70         | 24         | 2.259                     |         | 52        | 667       | 69         |
| 2003 | 233.587     | 4.897.730   | 4,8         | 93         | 69         | 24         | 2.511                     |         | 49        | 694       | 70         |
| 2004 | 235.922     | 4.879.553   | 4,8         | 97         | 66         | 31         | 2.432                     |         | 56        | 695       | 72         |
| 2010 | ?           | 5.309.000   | ?           | 129        | 73         | 56         | ?                         |         | 111       | 1.089     | 78         |
| 2014 | 263.900     | 5.598.000   | 4,7         | 149        | 98         | 51         | 1.771                     |         | 104       | 973       | 102        |
| 2017 | 201.000     | 5.818.000   | 3,5         | 154        | 91         | 63         | 1.305                     |         | 116       | 987       | 104        |
| 2020 | 214.280     | 2.665.380   | 8,0         | 158        | 92         | 66         | 1.356                     |         | 132       | 522       | 73         |
| 2022 | 239.400     | 2.635.375   | 9,1         | 172        | 92         | 80         | 1.391                     |         | 105       | 567       | 74         |